# Statens vegvesen
Statens vegvesen er en norsk, statslig etat med ansvar for bygning og vedligehold af riksveie og fylkesveje og tilsyn med køretøjer og trafikanter. Etaten består af Vegdirektoratet, 5 regionvejkontorer og 20 vejafdelinger. Indenfor hver vejafdeling ligger flere trafikstationer (tidligere kaldt biltilsynet. Biltilsynet blev slået sammen med Statens vegvesen i 1995). Store udbygningsprojekter organiseres i egne enheder direkte underlagt regionsvejkontorene. Statens vegvesen har 6.804 ansatte (2013).
Etaten er underlagt Samferdselsdepartementet, men regionvejkontorene er underlagt fylkeskommunerne i spørgsmål om fylkesveje.
Produktionsvirksomheden i Statens vegvesen blev i 2003 udskilt i det statslige aktieselskab Mesta.
Hvert år arrangerer Statens vegvesen Vakre vegers pris ("smukke vejes pris"). Statens vegvesen udgiver etatsavisen Vegen og Vi.
Etaten driver motorvogn- og kørekortregisteret Autosys og registreringssystemet Autoreg.

## Historie
I 1824 blev "Lov angaaende Veivæsenet", vedtaget (senere kaldt vegloven).
Oprindelig lå ansvaret for veje under juristerne i Justisdepartementet, indtil Frederik Stang i 1846 oprettede en stilling som veiassistent under Indredepartementet. Målet var at få mere fagkundskab, men uden at lade ansvaret for vejene flytte for langt væk fra de politiske beslutninger i departementet.
Den første veiassistent blev ingeniørkaptajn H.K. Finne. De næste to tiår gav en kraftig øgning i statens bidrag til vejbygning. Finne blev i 1852 efterfulgt af ingeniørofficer Chr. W. Bergh i et nyt vejingeniørkontor i Indredepartementet.
Et selvstændigt vejdirektorat kom først i 1864, efter lang tids kamp fra ingeniørerne. Chr. W. Berg blev der den første vejdirektør .
Vejdirektoratet har siden været placeret under Arbeidsdepartementet 1885–1944, Trafikkdepartementet 1944–1945 og Samferdselsdepartementet 1946–.

## Vejdirektør
- Ingrid Dahl Hovland 2019 –
- Terje Moe Gustavsen 2007 - 2019
- Olav Søfteland 1992 – 2007
- Eskild Jensen 1980 – 1992
- Karl Olsen 1962 – 1980
- Thomas Offenberg Backer 1948 – 1962
- Arne Korsbrekke 1945 – 1948
- Andreas Baalsrud 1919 – 1945
- Johan Skougaard 1904 – 1918
- Hans Hagerup Krag 1874 – 1903
- Christian Wilhelm Bergh 1864 – 1874